# Apion
Apion (20-ih pr. Kr. - cca. 45. – 48.) je bio grčko-egipatski gramatičar, sofist i komentator Homerovih djela, rodom iz oaze Siwa.
Apion se školovao u Aleksandriji i tamo proveo najveći dio života. Oko godine 40. je bio član gradske delegacije koja je došla na dvor rimskog cara Kaligule da se požali na navodnu neodanost tamošnjeg židovskog stanovništva, a neposredno nakon velikih i krvavih nereda između Židova i Grka. Apionove kritike židovske kulture su, pak, od Flavija Josipa odgovorene u njegovom djelu Protiv Apiona.
Nešto kasnije se naselio Rimu te je poučavao retoriku sve do vladavine cara Klaudija. Napisao je nekoliko knjiga, od koja nijedna do danas nije sačuvana. Smatra se kako znamenita antička priča "Androklo i lav", koju je sačuvao Aulo Gelije potiče od njegovog djela: Aegypytiacorum ("Wonders of Egypt"). Neki od sačuvanih fragmenata su objavljeni u Etymologicum Gudianum, ed. Sturz, 1818.

## Vanjske poveznice
- Jewish Encyclopedia on Apion